# 長野県道258号奈良井停車場線
長野県道258号奈良井停車場線（ながのけんどう258ごう ならいていしゃじょうせん）は、長野県塩尻市楢川村奈良井の中央本線奈良井駅から国道19号交点を結ぶ一般県道。

## 概要

### 路線データ
- 起点：中央本線奈良井駅
- 終点：塩尻市楢川村奈良井（国道19号交点）

## 通過する自治体
- 長野県
  - 塩尻市

## 交差する道路
- 国道19号（終点）